# مارك بيلانجر
مارك بيلانجر هو ملحن كندي، ولد في 30 يوليو 1940.

## وصلات خارجية
- مارك بيلانجر على موقع IMDb (الإنجليزية)
- مارك بيلانجر على موقع ميوزك برينز (الإنجليزية)
- مارك بيلانجر على موقع ديسكوغز (الإنجليزية)